# موتور مرادمحمد کوسه
موتور مرادمحمد کوسه یک منطقهٔ مسکونی در ایران است که در دهستان پیرسهراب واقع شده‌است.